# Höglandsmoa
Höglandsmoa (Megalapteryx didinus) är en förhistorisk utdöd fågel inom ordningen Dinornithiformes som liksom alla moafåglar tidigare förekom i Nya Zeeland. Höglandsmoan placeras i det egna släktet Megalapteryx och den egna familjen Megalapterygidae. Den var den sista moafågelarten att dö ut, kring år 1500.

## Utseende
Höglandsmoan var bland de minsta av moafåglarna. Den mindre än en meter hög och vägde mellan 17 och 34 kg. Till skillnad från andra moafåglar var den befjädrad över hela kroppen förutom näbb och fotsulorna, en anpassning till dess kalla levnadsmiljö. Forskare trodde förr att höglandsmoan höll nacke och huvud upprätt, men det har visat sig att den istället rörde sig framåtlutad med huvudet jämnhögt med ryggen. Det hjälpte den att ta sig fram genom tät växtlighet. En upprätt hals är mer användbar i öppen terräng. Den hade varken vingar eller synlig stjärt.

## Utbredning och levnadssätt

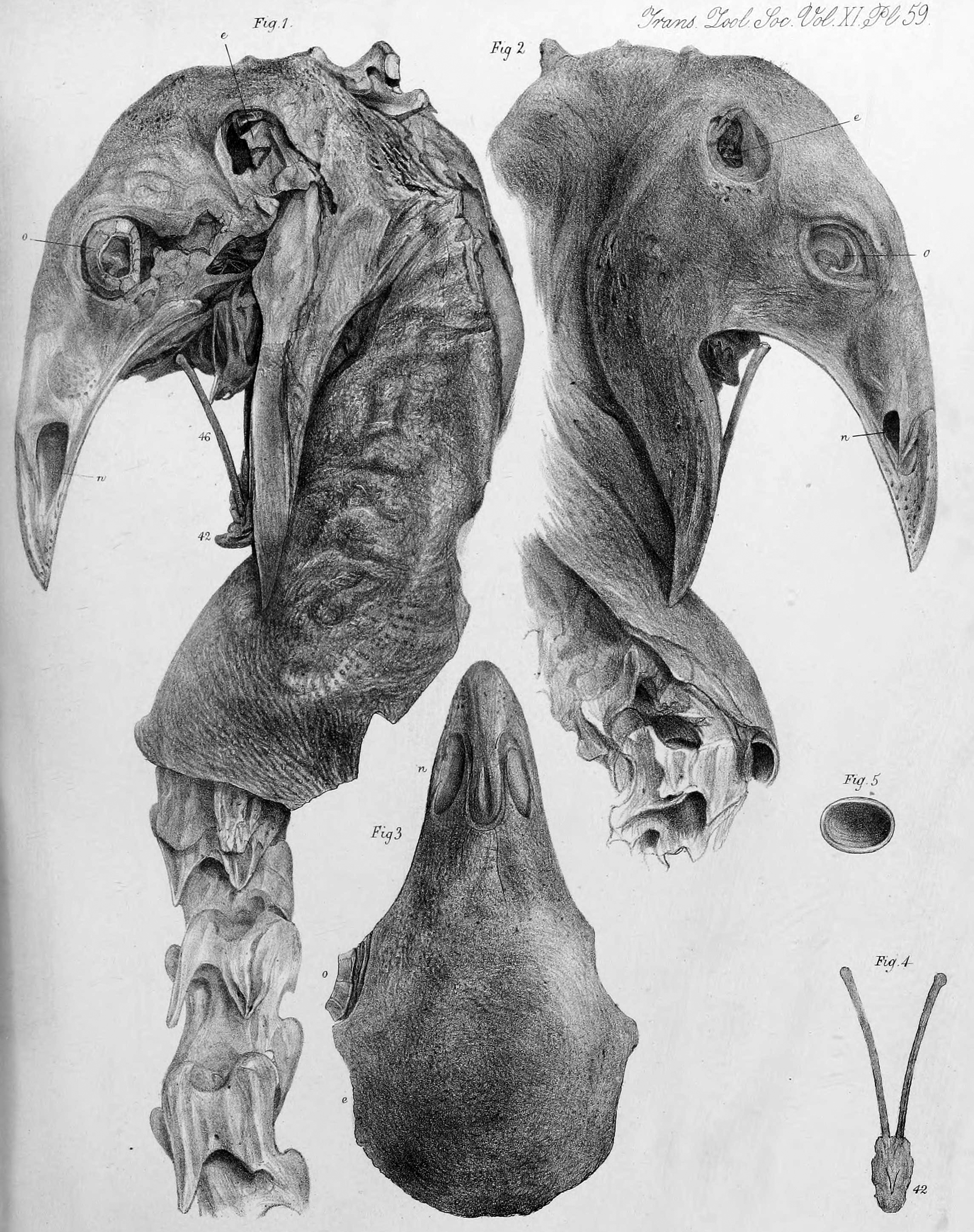
Bevarat huvud

Höglandsmoan levde enbart på Sydön, i bergstrakter och subalpina miljöer, ibland till över 2000 meter över havet. Fågeln tros ha varit växtätare baserat på fossilerat maginnehåll, spillning samt näbbens och krävans uppbyggnad. Den åt löv och småkvistar och använde näbben för att "klippa av [...] med saxlika rörelser" (Te Papa Museum). Fågeln lade endast en till två blågröna ägg på samma gång. Precis som hos emun och strutsen var det hanen som tog hand om ungarna. Höglandsmoans enda egentliga hot innan människan kom till Nya Zeeland var moaörnen (Hieraaetus moorei).

## Utdöende
Människan kom först i kontakt med höglandsmoan mellan år 1250 och 1300 när maorierna kom till Nya Zeeland från Polynesien. Den lugna moafågeln var ett enkelt byte och jagades till utrotning kring år 1500.